# John Fastolf

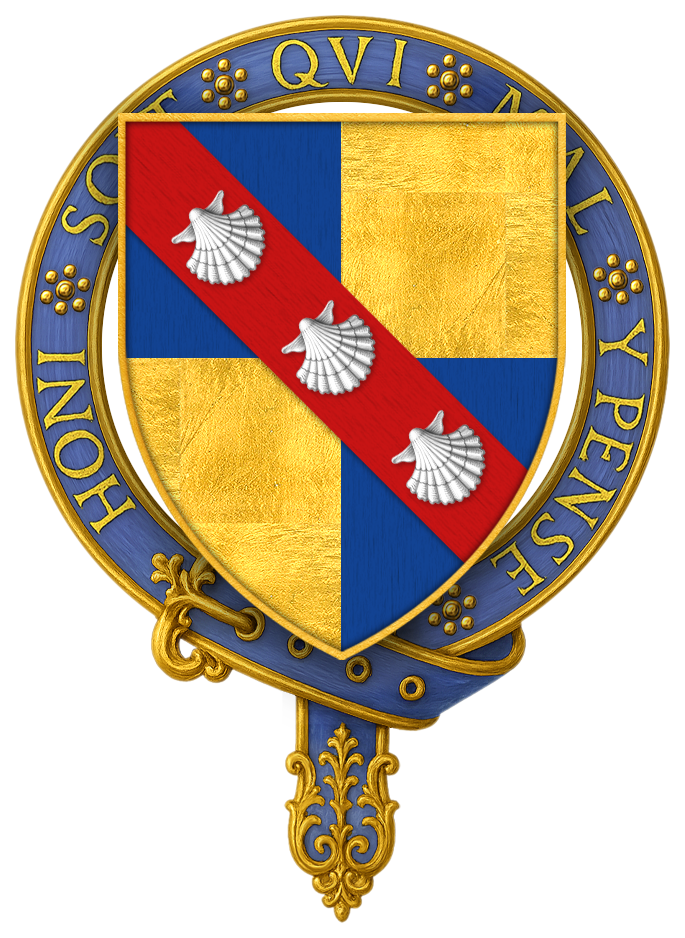
Wappen des John Fastolf als Ritter des Hosenbandordens

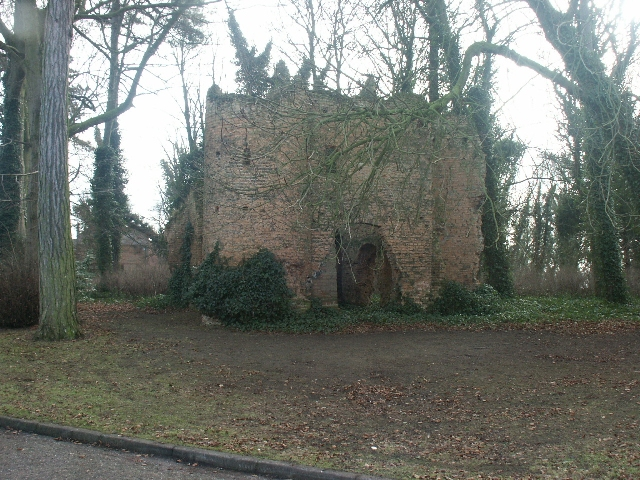
Die Drayton Old Lodge wurde 1432 von John Fastolf in Drayton erbaut und 1465 vom Duke of Suffolk während des Rosenkrieges zerstört

Sir John Fastolf KG (* um 1378; † 5. November 1459 in Caister-on-Sea, Norfolk) war ein englischer Ritter und Heerführer während des Hundertjährigen Krieges (1337–1453).

## Leben
Er war der Sohn des Gentleman John Fastolf of Caister, von dem er die Anwesen von Caister und Reedham bei Great Yarmouth in Norfolk sowie umfangreiche Ländereien erbte. Er diente zwischen 1405 und 1406 unter Thomas of Lancaster, 1. Duke of Clarence in Irland, und heiratete 1409 Millicent Tibetot (1368–1446), Erbin des Robert Tiptoft, 3. Baron Tibetot (1341–1372) und Witwe des Sir Stephen Scrope of Castle Combe.
Ab 1413 kämpfte er im Rahmen des Hundertjährigen Krieges in Frankreich und wurde spätestens im Januar 1418 zum Knight Bachelor geschlagen. Fünf Jahre später wurde er zum Knight Banneret erhoben. Am 22. April 1426 wurde er als Knight Companion in den  Hosenbandorden aufgenommen. 1429 kämpfte er bei der sogenannten „Schlacht der Heringe“ mit wenigen hundert Langbogenschützen, unterstützt durch Einheiten der Pariser Stadtmiliz, gegen ein zahlenmäßig überlegenes Heer der Franzosen. Dies war die letzte größere Schlacht, welche die Engländer in diesem Krieg gewannen.
Nach dem Tod von Sir William Glasdale vor Orléans und der Gefangennahme von Lord Talbot in der Schlacht bei Patay beauftragte ihn John of Lancaster, 1. Duke of Bedford, der Reichsverweser von Frankreich, mit der Führung der englischen Streitkräfte in Frankreich.

## Sonstiges
Fastolf ist ein Vorbild für die Figur des Falstaff in mehreren Stücken William Shakespeares.